# Paul Yü Pin
Paul Yü Pin (chiń. 于斌, pinyin Yú Bīn; ur. 13 kwietnia 1901 w Hailun, Mandżuria, zm. 16 sierpnia 1978 w Rzymie) – chiński duchowny katolicki, arcybiskup nankiński, kardynał.

## Życiorys
Został ochrzczony w 1914. Studiował na uniwersytecie w Szanghaju, w seminarium w Jilin oraz na uczelniach rzymskich - Ateneum "De Propaganda Fide" i Ateneum Św. Apolinarego. W Rzymie przyjął święcenia kapłańskie - 22 grudnia 1928. Po święceniach był wykładowcą Ateneum "De Propaganda Fide" do 1933, kiedy powrócił do Chin. Został dyrektorem narodowej Akcji Katolickiej oraz inspektorem generalnym szkół katolickich w Chinach.
17 lipca 1936 został mianowany wikariuszem apostolskim Nankinu, z tytularną stolicą biskupią Sozusa di Palestina; otrzymał sakrę biskupią 20 września 1936 w Pekinie z rąk abp. Mario Zanina, delegata apostolskiego w Chinach. 11 kwietnia 1946 wikariat apostolski Nankinu uzyskał rangę metropolii i tym samym Yü Pin został promowany na arcybiskupa.
1949 został usunięty ze stolicy arcybiskupiej przez władze komunistyczne. Wyjechał na Tajwan, gdzie od 1961 był prezydentem (rektorem) Katolickiego Uniwersytetu Fu Jen. 1962–1965 brał udział w obradach soboru watykańskiego II.
28 kwietnia 1969 został wyniesiony do godności kardynała prezbitera, z kościołem tytularnym Gesù Divin Lavoratore.
Tuż przed śmiercią zrezygnował z funkcji prezydenta Uniwersytetu Fu Jen. Zmarł w Rzymie, dokąd przybył na konklawe zwołane po śmierci papieża Pawła VI. Został pochowany w katedrze metropolitalnej w Tajpej.